# Tolbooth (Musselburgh)

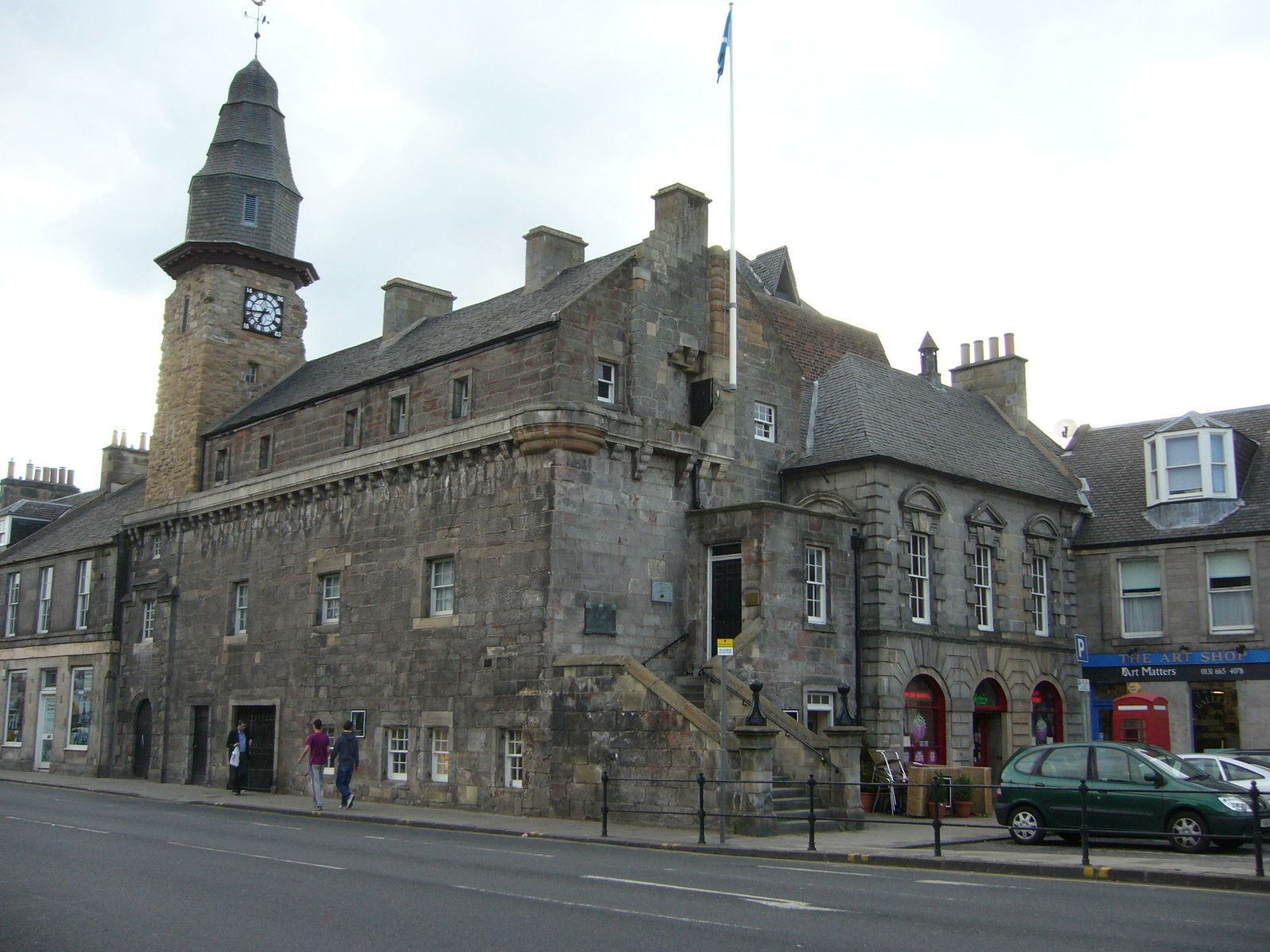
Altes Rathaus von Musselburgh rechts im Bild hinter der Tolbooth

Die Tolbooth von Musselburgh befindet sich in der schottischen Stadt Musselburgh in der Council Area East Lothian. 1971 wurde das Bauwerk in die schottischen Denkmallisten in der höchsten Kategorie A aufgenommen.
Die Tolbooth wurde im Jahre 1590 erbaut und ist damit älteren Datums als das in den 1760er Jahren errichtete, nebenliegende alte Rathaus. Beim Bau wurde Steinmaterial der Loretto Chapel wiederverwendet. Möglicherweise befand sich zuvor eine ältere Tolbooth am Standort, welche englische Truppen unter Edward Seymour, 1. Duke of Somerset 1544 zerstörten. Auf dieses Gebäude könnte der Turm zurückgehen, der aus dem Jahre 1496 stammt. 1840 wurde die Tolbooth renoviert.

## Beschreibung
Die Tolbooth liegt im historischen Zentrum Musselburghs und zieht sich entlang der High Street (A199). Dabei verdeckt sie die Flanke des dahinterliegenden Rathauses nahezu vollständig. An der Westseite des Gebäudes erhebt sich ein dreistöckiger Turm. Das zweiflüglige Eingangsportal am Fuße ist mit Rundbogen gestaltet. Eine schwere Bekrönung, die sich über die gesamte Turmbreite zieht, ziert das darüberliegende Fenster. Besteht das Mauerwerk zunächst aus Steinquadern, so wurde im zweiten Turmabschnitt lediglich grob behauener Stein verwendet. Nach Osten und Westen weisen Turmuhren mit den Jahresangaben 1496 und 1883. Darüber läuft ein wuchtiges Kraggesimse um, das ebenso wie der oberste Turmabschnitt einen oktogonalen Grundriss aufweist. Die aufsitzende, schiefergedeckte Haube verjüngt sich sukzessive und schließt mit einer Wetterfahne.
Eine Eingangstüre im ersten Obergeschoss an der Ostseite ist über eine gewinkelte Vortreppe zugänglich. Diese teilt sich die Tolbooth mit dem Rathaus. Im Inneren des dreistöckigen Gebäudes sind sämtliche Decken als Gewölbe gearbeitet. Zu den Räumlichkeiten zählen der Versammlungsraum des Burghrates sowie verschiedene Gefängniszellen.